# ریواس کشمشی
ریواس کشمشی (نام علمی: Rheum ribes) نام یک گونه از سرده ریواس است.